# Моніка Пирек
Моніка Зоф'я Пирек-Рокита (пол. Monika Zofia Pyrek-Rokita, 11 серпня 1980) — польська легкоатлетка, олімпійка. Займається стрибками з жердиною.

## Особисті рекорди
| Тип рекорду                            | Результат | МІсце проведення   | Дата            |
| -------------------------------------- | --------- | ------------------ | --------------- |
| Стрибок з жердиною(Відкритий стадіони) | 4,82      | Німеччина Штутгарт | 22 вересня 2007 |
| Стрибок з жердиною(Закрите приміщення) | 4,76      | Україна Донецьк    | 12 лютого 2006  |
| Стрибки у висоту                       | 1,70      |                    | 1997            |

## Виступи на Олімпіадах
| Олімпіада   | Дисципліна         | Місце |
| ----------- | ------------------ | ----- |
| Сідней 2000 | стрибки з жердиною | 7     |
| Афіни 2004  | стрибки з жердиною | 4     |
| Пекін 2008  | стрибки з жердиною | 5     |
| Лондон 2012 | стрибки з жердиною | =15   |